# شهرستان ویلسی (تگزاس)

موقعیت شهرستان در ایالت تگزاس

ویلسی یکی از شهرستان‌های ایالت تگزاس می‌باشد.
این شهرستان در جنوب این ایالت است.
جمعیت این شهرستان در سال ۲۰۱۰ میلادی معادل ۲۲۱۳۴ نفر بود.